# Patricio Yáñez
Patricio Nazario Yáñez Candia (20 de gener de 1961) és un exfutbolista xilè.

## Selecció de Xile
Va formar part de l'equip xilè a la Copa del Món de 1982.